# Chendol keelini
Chendol keelini är en fiskart som beskrevs av Maurice Kottelat och Lim, 1994. Chendol keelini ingår i släktet Chendol och familjen Chaudhuriidae. Inga underarter finns listade i Catalogue of Life.